# S-IC
S-IC — американская ракетная ступень. Использовалась на ракете-носителе Сатурн V как первая ступень, производилась корпорацией Boeing. Оснащалась пятью кислородно-керосиновыми двигателями F-1, один из которых неподвижно устанавливался в центре, а четыре монтировались на внешнем кольце и могли отклоняться для управления вектором тяги.

## Конструкция
На ступени было установлено пять кислородно-керосиновых двигателей F-1, суммарная тяга которых была более 38 000 кН. Первая ступень работала около 160 секунд, разгоняла последующие ступени и полезную нагрузку до скорости около 2,7 км/с (в инерциальной системе отсчета; 2,3 км/с относительно Земли), и отделялась на высоте около 70 километров. После разделения ступень поднималась до высоты около 100 км, затем падала в океан. Один из пяти двигателей был зафиксирован в центре ступени, четыре других симметрично расположены по краям под обтекателями и могли поворачиваться для управления вектором тяги. В полете центральный двигатель выключался раньше, чтобы уменьшить перегрузки. Диаметр первой ступени 10 метров (без обтекателей и аэродинамических стабилизаторов), высота 42 метра.
- Сборочный цех.
- Двигатели F-1.
- В здании вертикальной сборки, миссия Аполлон-8.
- Отделение первой ступени РН Сатурн-5, миссия Аполлон-11.
- Огневые технологические испытания первой ступени РН Сатурн-5 на стенде Космического центра имени Джона Стенниса.